# Acacia simsii
Acacia simsii — вид квіткових рослин з родини бобових. Ареал: Австралія (Північна територія, Квінсленд), Папуа-Нова Гвінея, Індонезія.

## Середовище
Зазвичай росте на помірно горбистій місцевості, на піску та гравії у відкритих евкаліптових лісах та лісах, іноді на закритих вересових пустках, а іноді утворює закриті чагарники/на порушених ділянках.

## Біоморфологічна характеристика
Це гладенький кущ, що виростає від 1 до 4 метрів заввишки. Філодії лінійні або вузькоеліптичні, прямі (іноді загнуті всередину) та 5–14 см завдовжки, 2–7 мм завширшки. Вони мають загострені кінчики, з 3 або 4 головними жилками та кількома поздовжніми другорядними жилками між ними. Суцвіття зазвичай зустрічаються у вигляді груп голів у пазухах листків на стеблах (квітконосах) завдовжки 5–12 мм. Приквітки біля основи квіток зберігаються, а голови кулясті, у діаметрі 3,5–4 мм. Квітки золотисті, мають п'ять частин, а чашолистки вільні або зрощені до 2/3 своєї довжини. Гладкі стручки лінійні та плоскі, але підняті над насінням, у довжину до 8 см та вшир 4–7 мм. Тьмяне коричнево-чорне насіння поздовжнє, майже кругле або широкоеліптичне, довжиною від 2,5 до 4 мм.